# Yamangalea frewana
Yamangalea frewana là một loài nhện trong họ Salticidae.
Loài này thuộc chi Yamangalea. Yamangalea frewana được Maddison miêu tả năm 2009.